# Associação Leopoldina Juvenil

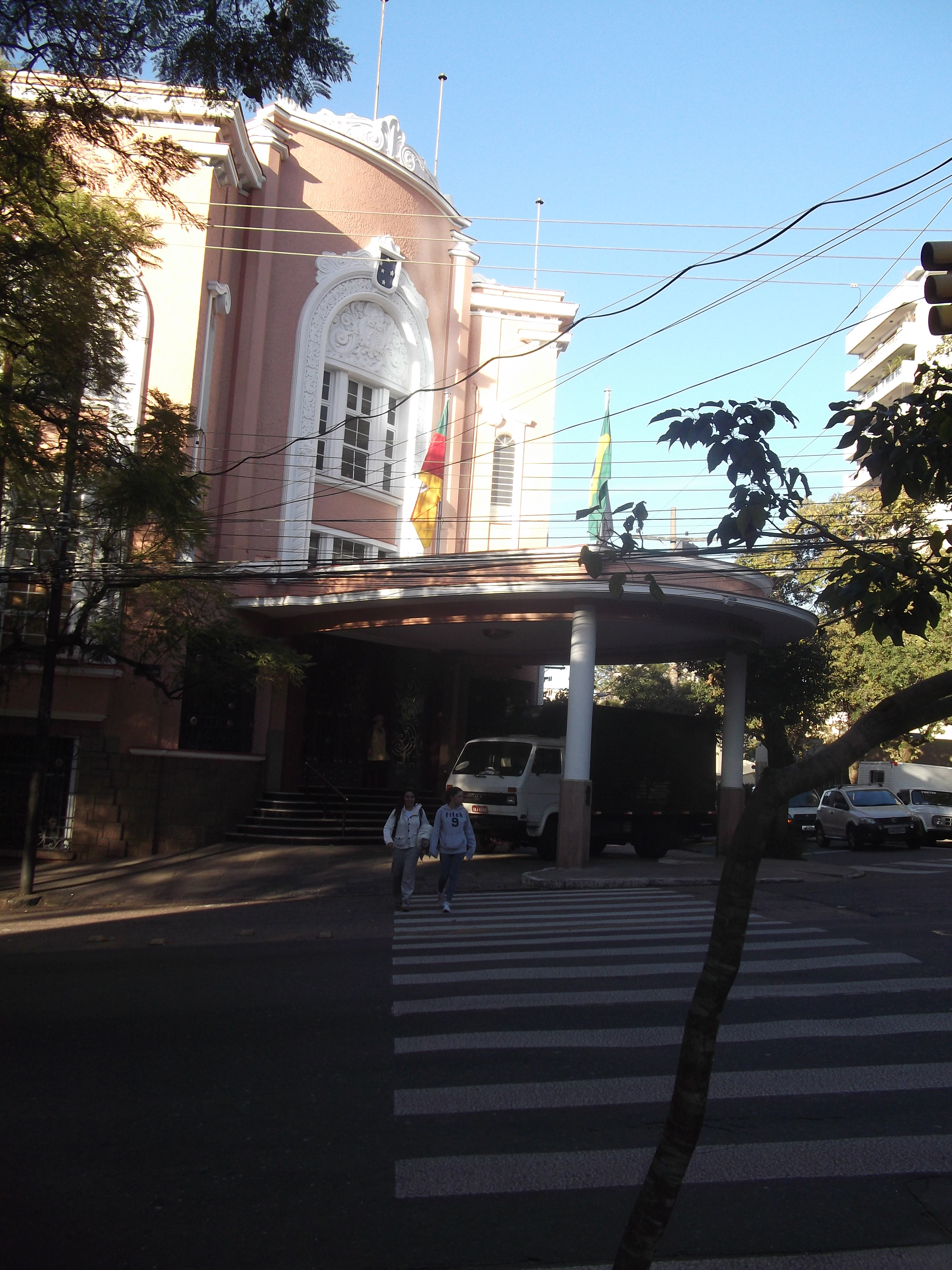
Sede da ALJ

A Associação Leopoldina Juvenil, mais conhecida como Juvenil, é um clube social e esportivo localizado na cidade brasileira de Porto Alegre, capital do estado do Rio Grande do Sul.

## Histórico
O clube foi fundado em 24 de junho de 1863   por um grupo de descendentes de alemães e recebeu o nome de Gesellschaft Leopoldina (Sociedade Leopoldina). Em 1906 passou a ter sede própria: inicialmente alugada da Sociedade de Cantores Alemães foi adquirida nesse ano, na rua Dr. Flores, localizada no centro histórico da cidade de Porto Alegre. Numa área de 455,25 metros quadrados, incluía salão de baile, cancha de bolão e uma grande sala destinada a jantares e almoços. Quando surgiu a intenção de criar um departamento de tênis em 1938, a primeira providência foi a de arrendar a sede do Tênis Clube Sulino, no bairro Teresópolis. Nesse mesmo ano, o espaço foi inaugurado numa cerimônia em que compareceram o Príncipe Dom Pedro de Alcântara de Orléans e Bragança - bisneto da Imperatriz Leopoldina, que deu nome ao clube - e a sua filha, a Princesa Dona Teresa Teodora de Orléans e Bragança.

### Fusão com o Club Recreio Juvenil
A ideia da fusão da Sociedade Leopoldina Porto Alegrense com o Club Recreio Juvenil era antiga. Já em 1932, Walter Koch, no cargo de secretário da Sociedade Leopoldina, apresentou a proposta a diretoria, com a justificativa de que “os sócios das duas instituições eram filhos do mesmo sangue”. A origem alemã estava no cerne ambas as sociedades.
Inicialmente, a proposta não teve muita repercussão, porém a semente da fusão havia sido lançada em terreno fértil. Em 1940, o assunto volta a ser discutido e comissões foram formadas para analisar a viabilidade da proposta de fusão. Porém, posições contra e a favor, impediram um consenso entre sócios.
O ponto de convergência surgiu do interesse dos dois clubes pelo mesmo terreno. Os presidentes Walter Koch representando a Sociedade Leopoldina, e Frederico Walther o Club Recreio Juvenil, uniram suas sociedades oficialmente em 22 de dezembro de 1941, dando origem a Associação Leopoldina Juvenil,  que nasceu com uma identidade feminina, pois a própria Imperatriz Leopoldina empresta seu nome ao clube. Depois de seis anos de obras, em 26 de junho de 1954, a imponente sede no bairro Moinhos de Vento em estilo art nouveau foi oficialmente entregue, com um baile de gala, e ao qual compareceram diversas figuras de destaque na sociedade e na política do estado, tendo como convidado de honra para a inauguração o governador Ernesto Dornelles e sua esposa.
A Associação Leopoldina Juvenil passou a ter várias categorias de sócios: fundadores, beneméritos, jubilados, honorários, remidos, contribuintes, benfeitores e proprietários. A maioria dos associados residiam no bairro Moinhos de Vento.
O pioneirismo na região, a importância das realizações e o fato de influentes e poderosos industriais e comerciantes teuto-brasileiros terem fixado residência no Moinhos de Vento fez com que a região fosse conhecida como um “bairro alemão”.

### Fusão com o Tennis Club Moinhos de Vento[4]
Em 20 de outubro de 1898 foi fundada a primeira associação de tenistas em Porto Alegre, em uma sala do Hotel Globo, com a presença de dez pessoas, o Clube Walhalla, conhecido na cidade como o “clube de tênis dos alemães”, aberto ao ingresso de brasileiros. Considerado por muitos o primeiro Clube de Tênis do Brasil, foi fundado por um grupo de alemães.
Em 1937, o clube comprou o terreno na rua Nova York, n° 96, que originalmente era bem maior, chegando até a rua 24 de Outubro. Em 1942, durante a Segunda Guerra Mundial, o Walhalla sofreu um ataque, tendo sido depredado e trocou seu nome para Tennis Club Moinhos de Vento, pois as denominações de origem alemã e italiana eram malvistas pela população no período da Segunda Guerra Mundial.
Em 1972 foi assinada a escritura de fusão do Tennis Club Moinhos de Vento com Associação Leopoldina Juvenil, essa representada por seu presidente Valdir José Testa.
Em 1995 foi adquirido um imóvel junto à sede da Nova York, através do qual foi aumentado o patrimônio do Clube.

## Características atuais
O Juvenil é conhecido pelo glamour das festas e pela tradição no tênis. O clube oferece aos associados aulas de patinação artística, natação e tênis, esporte em que se destaca nacional e internacionalmente, e cujo atleta símbolo é Thomaz Koch. Tem também equipes de futsal, bolão e bocha, lutas e balé.
Em março de 2008 foi inaugurado o projeto ALJ XXI, que conta com três novas quadras de tênis, estacionamento coberto para mais de 250 carros, um piscina coberta térmica semi-olímpica e mais uma piscina descoberta térmica.
O Juvenil consagrou-se como um dos pontos de referência do bairro Moinhos de Vento. Com a finalização do projeto ALJ XXI, que demorou 10 meses para ficar pronto, modernizou na imagem do clube, sem interferir na arquitetura art nouveau característica do prédio, construído em 1954. Essa estrutura, além de oferecer mais conforto aos associados, trouxe como benefício uma maior valorização do patrimônio da Leopoldina Juvenil. 

## Sedes

### Rua Marquês do Herval
Está localizada no bairro Moinhos de Vento e conta com nove quadras de tênis (sendo duas cobertas), quadra poliesportiva para futsal, vôlei, handball e patinação artística. Além disso, conta ao todo com três piscinas, sendo duas semi-olímpicas (uma coberta e outra ao ar livre) e uma exclusiva para lazer, que permanecem aquecidas durante o ano inteiro. A sede possui ainda um estacionamento coberto com dois pavimentos, ligados diretamente ao clube. Outro ponto de destaque é o Restaurante dos Arcos, apreciado pelos sócios durante todo o ano.

### Avenida Nova York[4]
Também chamada de "Clubinho", está localizada no bairro Auxiliadora (bairro vizinho ao Moinhos de Vento), e conta com cinco quadras de tênis, sendo duas cobertas e três descobertas. Possui um pequeno estacionamento ao ar livre, disponível para os sócios, para aproximadamente trinta automóveis. No âmbito da gastronomia, há o Bar Open, que funciona todos os dias 